# Sabahdima
Sabahdima is een geslacht van kevers uit de familie  
kniptorren (Elateridae).
Het geslacht is voor het eerst wetenschappelijk beschreven in 1993 door Schimmel & Platia.

## Soorten
Het geslacht omvat de volgende soorten:
- Sabahdima burckhardti Schimmel & Platia, 1993
- Sabahdima ferrugata Schimmel & Platia, 1993
- Sabahdima kinabalua Schimmel & Platia, 1993